# Evgenija Beljakova
Evgenija Aleksandrovna Beljakova (in russo Евгения Александровна Белякова?; Leningrado, 27 giugno 1986) è una cestista russa.
È anche nota con la traslitterazione Evgeniya Belyakova.

## Carriera
Con la Russia ha disputato i Giochi olimpici di Londra 2012 e quattro edizioni dei Campionati europei (2011, 2013, 2015, 2017).

## Palmarès
- Campionato WNBA: 1

Los Angeles Sparks: 2016